# Ghiblies
Ghiblies (ギブリーズ?, Giburīzu) è un cortometraggio d'animazione giapponese del 2000, prodotto da Hiroyuki Watanabe e diretto da Yoshiyuki Momose. 

Il film è un prodotto realizzato per la trasmissione sulla rete televisiva Nippon Television. Trasmissione avvenuta l'8 aprile del 2000. 

Esclusa questa trasmissione televisiva in patria, il cortometraggio rimane inedito per il resto del mondo.

## Curiosità
- Esiste un seguito del cortometraggio, intitolato Ghiblies Episode 2 ed uscito nelle sale nel 2002, assieme al film Neko no ongaeshi.